# Collines de la Gatineau

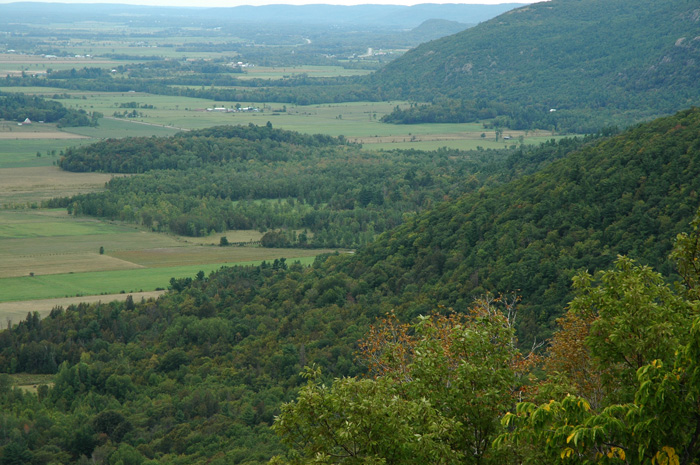
Collines de la Gatineau.

Les collines de la Gatineau sont une chaîne de montagnes dans l'Ouest du Québec qui s'étend au nord de la rivière des Outaouais et qui marque la limite méridionale du Bouclier canadien. Les collines furent durant longtemps un territoire non organisé dans la région de l’Outaouais, à 280 km au nord-ouest de Montréal.

## Toponymie
Les collines furent nommées d'après Nicolas Gatineau, notaire et marchand de Trois-Rivières qui parcourut les rivières qui traversent les collines à la fin des années 1600.

## Géographie
Les collines de la Gatineau sont situées dans la ville de Gatineau et dans la municipalité régionale de comté des Collines-de-l'Outaouais créée en 1991, ce qui suscite parfois une confusion avec les collines de la Gatineau.
Faisant partie du sud-ouest du Bouclier canadien, la limite sud des collines marquait la limite des hautes-terres laurentiennes. L’escarpement d’Eardley, avec des falaises de 300 mètres, était la partie émergée au nord-ouest de la mer de Champlain. L'écoulement vers le fleuve Saint-Laurent a dégagé les basses-terres dans la vallée de la rivière des Outaouais. Les collines se joignent aux Laurentides au nord-est.

## Histoire

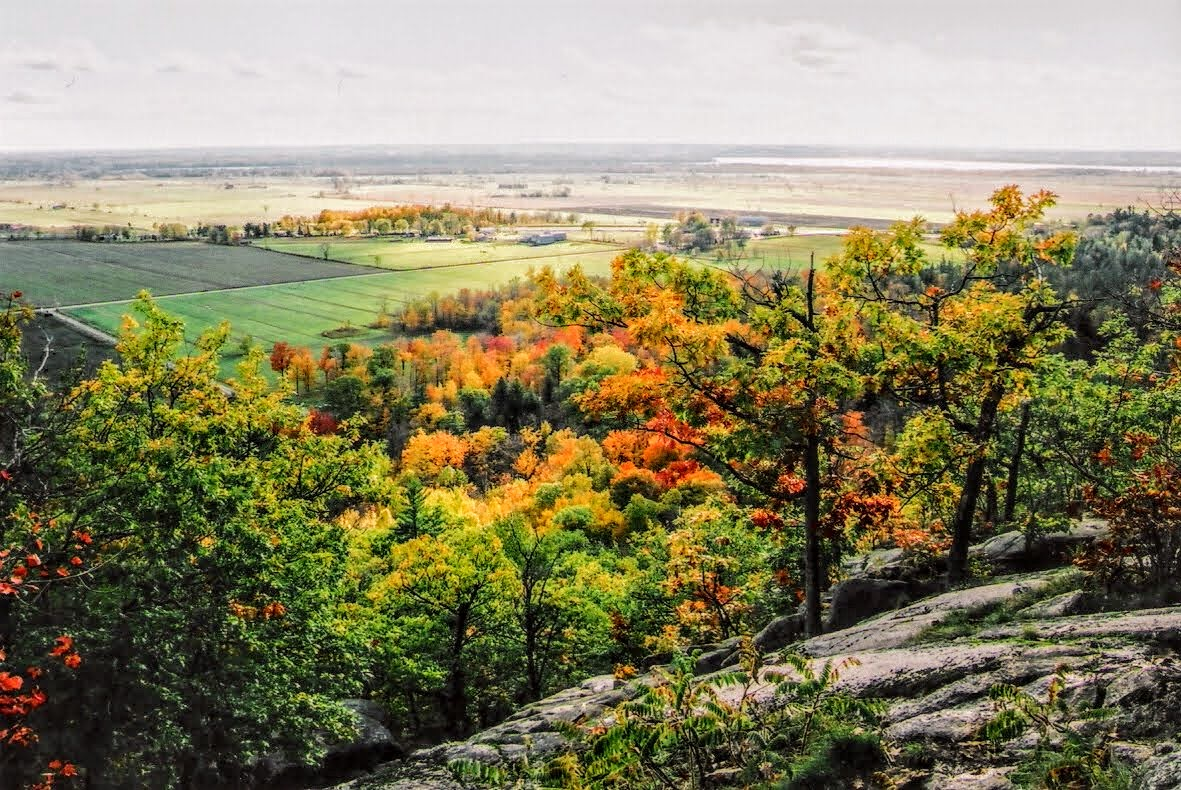
Vue d'une portion de la municipalité de Pontiac depuis les collines de Gatineau vers le sud-ouest et l'Est de l'Ontario (arrière-plan).

Le peuple algonquin s'est installé dans la vallée de l'Outaouais il y a plus de 4 000 ans. Les explorateurs français sont arrivés au début du XVIIe siècle. Les forêts de pins des collines de la Gatineau ont été largement exploitées au début des années 1800, et de nombreuses routes ont été construites pour l'exploitation minière et l'agriculture. La déforestation a soulevé une préoccupation croissante du public. Les documents historiques montrent un intérêt pour la création d'un parc naturel dans les collines de la Gatineau en 1903. De nombreux rapports, plans et actions ont été faits au fil des ans pour protéger la zone jusqu'à ce qu'elle devienne telle qu'elle est aujourd'hui.

## Tourisme
Les collines de la Gatineau sont également importantes en tant que destination de ski, desservant les collectivités voisines d'Ottawa, en Ontario et de Gatineau, au Québec. Le parc de la Gatineau compte plus de 190 km de pistes de ski de fond et accueille la compétition annuelle de Gatineau Loppet. Ski alpin est disponible à des endroits tels que Camp Fortune, Mont-Cascades, Mont Sainte-Marie, Edelweiss et Vorlage. Les collines sont petites par rapport aux stations de ski du nord-est, comme le mont Tremblant et le mont Sainte-Anne. L'emplacement des collines est également utile pour les communications, et la tour Ryan, une tour de communication de premier plan à Camp Fortune, fournit une grande partie des signaux de télévision et de radio de la région.